# Basiliscus
Basiliscus (tiếng Latinh: Flavius Basiliscus Augustus; tiếng Hy Lạp: Βασιλίσκος) (không rõ năm sinh, mất năm 476/477) là Hoàng đế Đông La Mã (Byzantine) từ năm 475 đến 476. Ông là một thành viên xuất thân từ Dòng họ Leo, bắt đầu nắm quyền hành khi tiến hành cuộc nổi dậy buộc Hoàng đế Zeno phải trốn khỏi Constantinopolis. 
Basiliscus là em trai Hoàng hậu Aelia Verina, vợ của Hoàng đế Leo I (457-474). Mối quan hệ của ông với Hoàng đế cho phép ông theo đuổi binh nghiệp, sau khi đạt được những thành công nhỏ ban đầu, thì trong cuộc xâm chiếm lãnh thổ rợ Vandal ở châu Phi của người La Mã dưới quyền chỉ huy của ông đã thất bại thảm hại vào năm 468, được coi là một trong những chiến dịch quân sự lớn nhất cuối thời cổ đại. 
Basiliscus đã thành công trong việc chiếm đoạt quyền lực vào năm 475, lợi dụng sự bất mãn của dân chúng với Hoàng đế Zeno vốn có gốc gác "mọi rợ" kế thừa tiên đế Leo và kết quả là khiến cho phe cánh Thái hậu Verina tiến hành đảo chính đã buộc ông phải trốn khỏi Constantinopolis. Tuy nhiên khi đã yên vị, trong suốt triều đại ngắn ngủi của mình, Basiliscus đã để mất sự ủng hộ của Giáo hội và dân chúng Constantinopolis, chỉ vì lý do đề bạt và cất nhắc những vị trí thần học cho phái Miaphysite mà ông là tín đồ đối lập với đức tin của phái Chalcedonian. Ngoài ra, chính sách của ông chỉ để bảo vệ quyền lực của mình thông qua việc bổ nhiệm những kẻ thân tín giữ những chức vụ trọng yếu gây ra sự chống đối với nhiều nhân vật quan trọng trong triều đình bao gồm cả người chị Verina. Vì vậy, khi Zeno cố gắng đoạt lại Đế quốc về tay ông thì hầu như các phe phái trong triều đều ra sức ủng hộ và khi mang quân ca khúc khải hoàn tiến vào Constantinopolis, ngay lập tức Zeno sai người tới bắt giữ và bí mật thủ tiêu Basiliscus cùng gia quyến của ông. 
Cuộc đấu tranh giữa Basiliscus và Zeno đã ngăn cản Đế quốc Đông La Mã có thể can thiệp nhằm tránh sự diệt vong của Đế quốc Tây La Mã như đã xảy ra vào đầu tháng 9 năm 476. Khi viên chúa rợ Heruli là Odoacer đã phế truất vị Hoàng đế Tây La Mã Romulus Augustus và gửi ấn tín đến Constantinopolis, vì Zeno vừa mới khôi phục ngôi vị Hoàng đế nên ông đành ngậm ngùi cho qua mà phong Odoacer được toàn quyền cai trị nước Ý, do đó mà Đế quốc Tây La Mã chính thức cáo chung kể từ đấy.

## Gia thế và khởi nghiệp
Xuất thân từ vùng Balkan, đại khái thì Basiliscus là em trai Aelia Verina, vợ của Hoàng đế Leo I. Có lập luận cho rằng Basiliscus có mối quan hệ họ hàng với thủ lĩnh của tộc Heruli là Odoacer. Liên kết này được dựa trên việc giải thích một đoạn sử liệu của John xứ Antioch (209.1) mà nói rằng Odoacer và Armatus, cháu của Basiliscus đều là anh em với nhau. Tuy nhiên, không phải tất cả các học giả đều chấp nhận cách giải thích này, bởi vì các nguồn tài liệu này không nói bất cứ điều gì về nguồn gốc ngoại quốc của Basiliscus. Theo sử liệu cho biết thì Basiliscus có một người vợ là Zenonis và ít nhất một người con trai tên Marcus. 
Basiliscus bắt đầu cuộc đời binh nghiệp của ông dưới thời Leo I. Hoàng đế ban cho người em rể quyền cao chức trọng với chức vụ chỉ huy trưởng quân đoàn xứ Thracia. Chính tại đây mà Basiliscus đã dẫn đầu một chiến dịch quân sự thành công bình định người rợ Bulgar vào năm 463. Sau đó ông kế nhiệm Rusticius làm magister militum per Thracias (Đại tướng quân xứ Thracia) vào năm 464, và đã đạt được một số thành công trong cuộc chiến chống lại người rợ Goth và Hun xâm phạm lãnh biên ải vào năm 466 hoặc 467.
Cũng vì vậy mà Basiliscus dần được Hoàng đế tín nhiệm. Lại thêm được Verina tiến cử nhằm ý định nâng đỡ sự nghiệp quân sự và chính trị của Basiliscus nhằm mưu lợi cho riêng mình, ít lâu sau Leo phong chức chấp chính quan cho ông vào năm 465 và dần thăng lên cấp bậc patricius. Tuy nhiên, việc thăng quan tiến chức của ông chẳng lâu sau đã sớm bộc lộ ý đồ mưu tính đại sự.

## Xuất chinh thảo phạt người Vandal

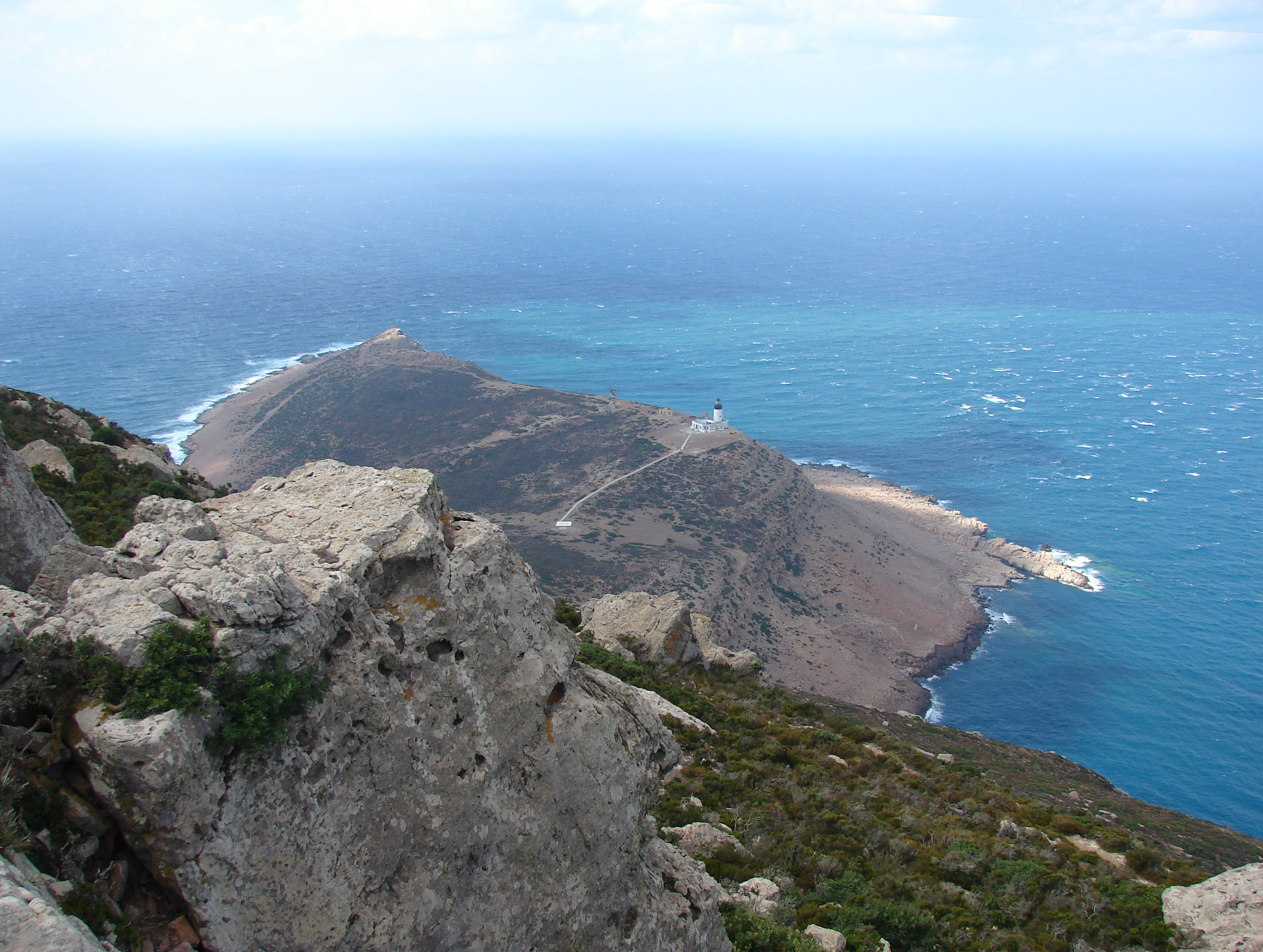
Cap Bon, nay thuộc Tunisia ngày xưa là nơi mà hạm đội Byzantine dưới quyền thống lĩnh của Basiliscus đã đổ bộ để phát động một cuộc tấn công vào thủ đô Carthago của người Vandal.

Năm 468, Leo đã chọn Basiliscus làm thống soái đạo quân viễn chinh xâm chiếm Carthago. Cuộc xâm lược vương quốc của người Vandal là một trong những chiến dịch quân sự lớn nhất được ghi lại trong biên niên sử, một chiến dịch đổ bộ kết hợp với hơn mười ngàn tàu chiến và một trăm ngàn binh sĩ. Mục đích của chiến dịch này là để trừng phạt vua Geiseric của người Vandal vì đã mang quân cướp phá thành Roma vào năm 455, vốn là kinh đô cũ của Đế quốc Tây La Mã và cũng đã từng bị tàn phá vào năm 410, khiến Hoàng hậu Licinia Eudoxia (góa phụ của Hoàng đế Valentinianus III) cùng người con gái của bà bị quân rợ bắt làm con tin ngay khi thành bị chiếm.
Kế hoạch này được sự phối hợp giữa Hoàng đế Đông La Mã Leo, Hoàng đế Tây La Mã Anthemius và Tướng Marcellinus, người hiện đang nắm quyền hành xứ Illyricum. Theo kế hoạch thì Basiliscus được lệnh dẫn hạm đội trực tiếp đến Carthago, trong khi Marcellinus dẫn quân tấn công và đánh chiếm Sardegna, riêng đội quân thứ ba dưới quyền thống soái của Heraclius xứ Edessa sẽ đổ bộ lên bờ biển phía đông Libya của Carthago và tiến hành đột kích. Có vẻ như các lực lượng phối hợp đã tập trung ở Sicilia, từ đó cả ba hạm đội sẽ di chuyển ở những thời điểm khác nhau.
Các nhà sử học cổ đại và hiện đại đều có những ước tính khác nhau về số lượng tàu thuyền và binh sĩ dưới sự chỉ huy của Basiliscus, cũng như về các chi phí của cuộc viễn chinh. Nhìn chung cả hai đều có số lượng rất lớn; Nicephorus Gregoras nói có một trăm ngàn tàu chiến, Cedrenus đáng tin cậy hơn nói rằng hạm đội đã tấn công Carthago bao gồm một ngàn một trăm mười ba tàu chiến, cứ mỗi một tàu chở khoảng 100 người. Chi phí của cuộc viễn chinh được ước tính vừa phải cũng tiêu tốn khoảng 64.000 lượng vàng, một số tiền đã vượt quá ngân khố triều đình trong một năm.
Sardinia và Libya thì bị hai tướng Marcellinus và Heraclius chiếm được, khi Basiliscus bỏ neo ngoài khơi Promontorium Mercurii tại Cap Bon đối diện Sicilia, cách Carthago khoảng bốn mươi km. Geiseric phái ngưởi tới đề nghị Basiliscus cho phép ông có năm ngày để đưa ra các điều kiện cầu hòa. Trong quá trình đàm phán, Geiseric tập hợp hạm đội của mình và bất ngờ tấn công hạm đội quân La Mã. Người Vandal đã chất đầy vật liệu dễ cháy lên nhiều tàu thuyền để tiến hành hỏa công. Suốt đêm đó, quân Vandal cho đẩy những chiếc thuyền bốc cháy đâm sầm vào chỗ hạm đội quân La Mã đang thả neo mà chẳng có phòng bị lẫn cảnh giác nào. Các tướng lĩnh Đông La Mã đã cố gắng giải cứu một số tàu khỏi bị lửa thiêu rụi nhưng việc ứng cứu đã bị ngăn cản từ hạm đội quân Vandal lúc này đang ra sức xông lên tiến công dữ dội.
Basiliscus kịp thời trốn khỏi tâm điểm của trận chiến. Một nửa hạm đội La Mã đã bị đốt cháy, đánh chìm, hoặc bị quân địch bắt giữ, riêng số còn lại đều rút theo Basiliscus. Toàn bộ cuộc viễn chinh đã thất bại thảm hại. Heraclius quyết định rút lui qua sa mạc tiến vào Tripolitania, chiếm giữ vị trí này được hai năm cho đến khi bị triệu về; Marcellinus rút quân về Sicilia, cũng là nơi mà Basiliscus đến trú tạm. Tuy nhiên viên tướng này đã bị một trong số những viên hạm trưởng ám sát có lẽ là do sự xúi giục của Ricimer, điều này khiến vua Vandal tỏ ra ngạc nhiên và hài lòng của mình vì kể từ nay kẻ thù La Mã sẽ không bao giờ còn có thể đối chọi và đe dọa đến sự thống trị của người Vandal nữa.
Sau khi trở về Constantinopolis, Basiliscus cùng đám thuộc hạ đã lén đến ẩn náu trong nhà thờ Hagia Sophia nhằm tránh cơn thịnh nộ của người dân và sự trừng phạt của Hoàng đế. Nhờ Verina làm trung gian hòa giải mà Basiliscus tạm thời được triều đình xá miễn tội chết và chỉ bị phạt bãi chức Đại tướng quân rồi lưu đày đến Heraclea Sintica ở Thracia.

## Xưng đế hiệu
Vào các năm 471 và 472, Basiliscus đã giúp Leo I thoát khỏi ảnh hưởng của các thành phần gốc German trong triều, đồng thời còn giúp Hoàng đế trừ khử viên Đại tướng (magister militum) chuyên quyền gốc rợ Alan là Aspar. Cái chết của Aspar đã khiến viên tướng người Ostrogoth xứ Thracia là Theodoric Strabo lập tức nổi loạn ở Thracia, nhân dịp này triều đình đã phái Basiliscus mang quân đến dẹp loạn, vụ nổi loạn được trấn áp thành công nhờ sự trợ giúp của người cháu Armatus. Năm 474 do có công lớn tron vụ dẹp loạn Đảng Strabo ông được triều đình phong tặng danh hiệu caput senatus, nghĩa là "Đệ nhất Nguyên lão nghị viên".
Sau khi Leo qua đời, viên cận thần gốc rợ Isauria là Zeno lúc ấy đang là con rể Leo đã đưa con trai của mình là Leo II kế thừa ngôi vị, ít lâu sau thì ấu đế bỗng nhiên đột tử vào năm 474, cùng năm đó Zeno với sự ủng hộ của các tướng lĩnh cùng triều thần đã đường hoàng lên ngôi Hoàng đế Đông La Mã. Tuy chính thức kế vị thế nhưng cái mác gốc rợ của Hoàng đế khiến Zeno không gây được thiện cảm từ dân chúng Constantinopolis. Ngoài ra, phần lớn thế lực gốc German trong quân đội dưới quyền Theodoric Strabo đều bất mãn với các sĩ quan gốc Isauria mà Leo đưa vào nhằm giảm sự phụ thuộc của ông vào người Ostrogoth. Cuối cùng, Basiliscus đã bỏ tiền mua chuộc viên tướng thân tín gốc Isauria với Hoàng đế là Illus khiến ông này dần xa lánh Zeno. Đứng giữa mưu đồ là phe cánh Verina, vợ của Leo với âm mưu kích động đám dân chúng bạo loạn chống lại Hoàng đế. Cuộc nổi dậy được sự hỗ trợ của Theodoric Strabo, Illus và Armatus đã thành công ngoài mong đợi, trong tình thế hết sức hỗn loạn, Verina cố gắng thuyết phục Hoàng đế rời khỏi thành phố nhằm bảo toàn tính mạng. Zeno nghe theo bèn dẫn gia quyến chạy trốn đến những vùng đất quê hương, mang theo một số tùy tùng người Isauria đang sống ở Constantinopolis cùng ngân khố triều đình. 
Sau đó Basiliscus được nhân dân Constantinopolis hoan nghênh suy tôn làm Augustus vào ngày 9 tháng 1 năm 475 tại cung điện Hebdomon trước sự chứng kiến của triều thần và Viện Nguyên lão. Đám đông dân chúng Constantinopolis trong cơn căm phẫn Zeno, đã giết sạch tất cả những người Isauria còn lại trong thành phố.
Ban đầu, tất cả mọi thứ dường như có lợi cho vị tân Hoàng đế đã cố gắng thiết lập một triều đại mới bằng việc tấn phong danh hiệu Augusta cho bà vợ Aelia Zenonis và lập con trai Marcus làm Caesar rồi về sau thăng lên Augustus; tuy nhiên, do vấp phải những sai lầm quan trọng và năng lực trị vì yếu kém mà Basiliscus nhanh chóng mất đi sự ủng hộ của mọi tầng lớp dành cho ông.

## Trị vì

### Tham nhũng hoàng hành
Vấn đề cấp bách nhất đối với vị tân Hoàng đế lúc này là sự khan hiếm các nguồn tài nguyên còn lại trong ngân khố triều đình do Zeno đã vét sạch mang đi hết. Do vậy đã buộc Basiliscus phải gia tăng sưu cao thuế nặng và quay trở về với tệ rao bán chức tước trong triều, hậu quả quả là gây ra sự tham nhũng tràn lan khiến dân chúng vô cùng bất mãn. Ông còn nhiều lần sách nhiễu Giáo hội với sự giúp đỡ của Thái thú Epinicus, sủng thần lâu năm của Thái hậu Verina.

### Hỏa hoạn kinh thành
Vào đầu thời kỳ trị vì của ông, kinh thành Constantinopolis bất chợt bị một đám cháy lớn bùng lên dữ dội đã mau chóng phá hủy toàn bộ nhà cửa, giáo đường, đền đài, lăng tẩm và thiêu rụi hoàn toàn các thư viện khổng lồ được xây dựng dưới thời Hoàng đế Julianus. Vụ hỏa hoạn được xem là một điềm xấu cho triều đại Basiliscus.

### Mâu thuẫn nội bộ
Basiliscus đã dựa vào sự hỗ trợ của một số nhân vật tai to mặt lớn trong triều nhằm giành quyền lực. Tuy nhiên, ông nhanh chóng mất đi sự ủng hộ từ bọn họ. Đầu tiên là bị chính người chị Verina xa lánh nhằm đem chức magister officiorum trao cho người tình Patricius. Patricius nhờ cậy uy quyền của Verina mà dự tính mưu đồ tranh quyền đoạt vị rồi cưới Hoàng hậu để làm chỗ dựa; vì mê mệt tình nhân mà Verina câu kết với một số thị vệ trong cung làm nội ứng nhằm chuẩn bị binh biến đưa Patricius lên ngôi Hoàng đế. Tuy nhiên, Basiliscus đã sớm phát giác âm mưu soán ngôi của người chị hiểm độc với lại sau khi cử binh truy bắt Zeno, một số triều thần và Viện nguyên lão vẫn tỏ lòng trung thành với ông mà không ủng hộ Patricius làm Hoàng đế. Basiliscus ngay lập tức ban lệnh xử tử Patricius, là viên chức tỏ ra là một ứng cử viên tự nhiên cho việc đoạt ngôi vị tân Hoàng đế; cũng vì vậy mà Verina ôm mối hận trong lòng rồi sau này tích cực mưu đồ chống lại Basiliscus cũng do ông đã xử tử người tình của bà.
Ngoài ra, Theodoric Strabo, vốn đem lòng căm ghét kẻ mọi rợ Isauria Zeno đã buộc hắn phải ủng hộ vụ binh biến của Basiliscus rồi chuyển sang phe cánh của tân Hoàng đế. Basiliscus chỉ chú trọng vào việc đề bạt, cất nhắt người cháu Armatus, lúc ấy đang được mọi người đồn đại là người tình của vợ Basiliscus, giữ chức Đại tướng quân (magister militum) cùng chức vụ mà Strabo nắm giữ. Cuối cùng, Basiliscus đã khiến sự ủng hộ của Illus gần như dao động do vụ thảm sát người Isauria mà ông gây nên.

### Bất đồng tôn giáo
Vào lúc này, đức tin Kitô giáo đã bị lay chuyển bởi sự tương phản giữa hai phái Miaphysite và Chalcedonian. Cả hai đều là hai giáo thuyết thần học đối lập nhau; Miaphysite tuyên bố Chúa chỉ có duy nhất thiên tính, trong khi Chalcedonian vẫn cứ một mực cho rằng Chúa có cả nhân tính và thiên tính. Công đồng Chalcedon do Hoàng đế Marcianus triệu tập vào năm 451, đã loại bỏ học thuyết của phái Miaphysite với sự ủng hộ của Giáo hoàng ở phía Tây và các Giám mục ở phía Đông. Tuy nhiên, thế lực của phái Miaphysite vẫn còn mạnh: hai viên Thượng phụ Miaphysite là Timothy Aelurus thành Alexandria và Peter the Fuller xứ Antioch đã bị Giáo hội phế truất.
Kể từ khi tức vị, Basiliscus đã công khai ủng hộ học thuyết của phái Miaphysite. Zacharias Scholasticus đã viết rằng cách mà một nhóm tu sĩ Miaphysite người Ai Cập, sau khi nghe tin về cái chết của Hoàng đế Leo, đã vội vàng rời khỏi Alexandria đến Constantinopolis để kiến nghị Zeno trọng dụng Timothy, nhưng khi cả nhóm vừa đặt chân đến kinh đô thì mới biết tin vị tân Hoàng đế Basiliscus vừa mới lên ngôi thay thế Zeno đã bỏ trốn trước đó. Viên magister officiorum Theoctistus nguyên là một thầy thuốc cũ của Basiliscus và là anh của một trong đám tu sĩ, nhờ vậy mà phái đoàn được phép vào triều kiến Basiliscus, cũng nhờ sự ủng hộ của Theoctistus và Hoàng hậu mà họ đã thuyết phục Basiliscus hạ lệnh triệu hồi các viên Thượng phụ Miaphysite bị trục xuất đày viễn xứ.
Basiliscus tức thì cho lập lại Timothy Aelurus và Peter the Fuller vào những vị trí trọng yếu trong Giáo hội vì những quan điểm của họ, và sự thuyết phục từ đám tu sĩ của phái Miaphysite mà Hoàng đế quyết định cho gửi bức thông tri (Enkyklikon) tới các Giám mục kêu gọi họ công nhận sự hợp lệ chỉ gồm ba thượng hội đồng đại kết đầu tiên và bác bỏ Công đồng Chalcedon. Tất cả các Giám mục đều mau chóng ký vào sắc lệnh. Trong khi hầu hết các Giám mục phía Đông chấp nhận thông tri thì viên Thượng phụ thành Constantinopolis lại từ chối nhờ sự ủng hộ của nhân dân thành phố vốn theo phái Chalcedonia, đám dân chúng cuồng tín bắt đầu tỏ thái độ khinh thị của mình đối với Basiliscus bằng cách phủ màn che màu đen lên các tượng thánh trong nhà thờ Hagia Sophia.

### Zeno khởi binh phục vị

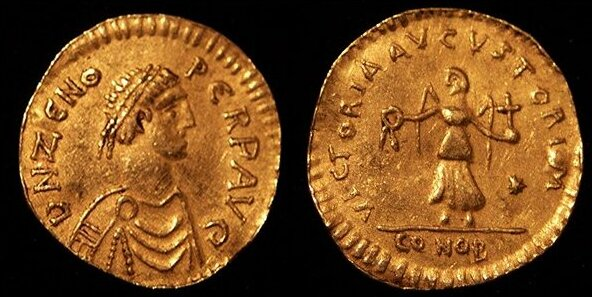
Tremissis được ban hành bởi Zeno. Zeno vốn tên thật là Tarasicodissa, người gốc Isauria do vậy mà bị coi là một kẻ "mọi rợ" và không được dân chúng Constantinopolis hoan nghênh. Basiliscus đã thành công khi nhắm vào điểm yếu này của đối phương để đoạt lấy ngôi vị cho riêng mình, tuy nhiên ít lâu sau thì số phận của ông cũng tương tự chủ yếu là vì vấn đề tranh cãi thần học.

Sau khi đoạt được ngôi vị, Basiliscus lập tức hạ lệnh phái hai anh em tướng Illus và Trocundus mau chóng điều động binh mã truy đuổi Zeno, lúc này đang tạm lánh tại một pháo đài ở quê hương mình, đồng thời vẫn đóng vai trò là thủ lĩnh người Isauria. Tuy nhiên, Basiliscus đã vấp phải sai lầm nghiêm trọng khi không đáp ứng được những lời hứa hẹn đề bạt cho hai viên tướng này; thay vào đó lại chỉ ưu ái cho họ hàng thân thích khiến họ rất bất bình. Cũng vì vậy mà cả hai tướng đều bị dao động khi nhận được thư của một số đại thần trong triều cố thuyết phục họ ủng hộ việc khôi phục lại ngai vàng cho Zeno. Giờ đây, dân chúng Constantinopolis lại thích một vị Hoàng đế gốc Isauria được phục vị còn hơn là một vị Hoàng đế theo phái Miaphysite đang lún sâu vào tình trạng tham nhũng ngày càng tăng cao, khiến giới chức sắc tôn giáo và các tầng lớp nhân dân vô cùng bất mãn.
Trong suốt chiến dịch ở Isauria, Illus đã bắt em trai Zeno là Longinus làm con tin và giam giữ ông trong một pháo đài của người Isauria. Bởi vì Illus nghĩ rằng mình sẽ có ảnh hưởng lớn hơn một khi Zeno phục hồi ngôi vị, cộng thêm lời hứa hẹn sẽ trao quyền cao chức trọng từ Zeno đã khiến Illus quyết định theo về phía Zeno rồi cùng nhau dẫn quân tiến về công hãm Constantinopolis vào mùa hè năm 476. Khi Basiliscus nhận được tin cấp báo, ông đã vội vã thu hồi sắc lệnh Giáo hội của mình và tiến hành hoà giải với các vị Thượng phụ và nhân dân kinh thành nhưng đã quá muộn.
Trong khi người cháu Armatus lúc đó đang giữ chức Đại tướng quân (magister militum) nhận lệnh Basiliscus điều động tất cả binh mã trú đóng ở Tiểu Á tiến về ngăn chặn quân đội của người Isauria đang uy hiếp kinh đô, thế nhưng Zeno đã bí mật gửi một bức mật thư cho Armatus hứa sẽ ban chức tước Đại tướng quân (magister militum) suốt đời và trao danh hiệu Caesar cho con trai của ông, điều đã ít nhiều tác động đến Armatus và cuối cùng ông quyết định trở giáo quy hàng Zeno. Thay vì phụng mệnh bảo vệ kinh đô thì Armatus lại ra làm lơ để mặc cho quân của Zeno tự do tiến vào Constantinopolis, sẵn có ý định quy phục Zeno nên Theodoric Strabo và quân của ông đã quyết định án binh bất động, không còn trở ngại nào cản bước đường phục vị của mình, Zeno cùng các tướng Isauria nhanh chóng dàn quân tiến hành vây hãm Constantinopolis. Tới đây thì số phận của Basiliscus đã được định đoạt.

### Đại bại quy hàng và cái chết
Tháng 8 năm 476, Zeno bắt đầu vây hãm Constantinopolis. Viện Nguyên lão liền cử người lén mở cổng thành cho quân Isauria xông vào, điều đó đã giúp vị Hoàng đế bị phế truất tiếp tục lên ngôi báu. Trong khi đó nhận được tin xấu trước tình thế hết sức hỗn loạn, Basiliscus đã dẫn vợ con cùng thân thích trốn vào nơi trú ẩn trong nhà thờ Hagia Sophia nhưng bị viên Thượng phụ Acacius phản bội kêu người bắt cả nhà ông ra đầu hàng với điều kiện là Zeno hứa sẽ tha chết cho họ. Tuy hứa không xử tử cả nhà Basiliscus ở Constantinopolis nhưng Zeno lại bí mật gửi họ đến một pháo đài tĩnh lặng ở Cappadocia, nhốt trong một bể nước khô để rồi toàn bộ đều chết vì ngạt thở. Đến đây là chấm dứt cuộc biến loạn. 
Sau khi phục hồi ngôi vị, Zeno đã giữ đúng lời hứa của mình là cho phép Armatus giữ tước hiệu magister militum praesentalis (thậm chí còn thăng ông lên bậc patricius) và bổ nhiệm người con Basiliscus làm Caesar ở Nicaea.
Tới năm 477, Zeno đột nhiên thay đổi ý định ban đầu, có lẽ là do sự xúi giục lâu ngày của Illus nhằm mưu đoạt quyền bính của Armatus, cũng từ lời khuyên của Illus mà hoàng đế đã ra lệnh xử tử Armatus vì tội mưu phản. Đồng thời tịch thu tất cả tài sản của Armatus, bãi miễn mọi chức vụ của Basiliscus và thụ phong linh mục cho ông rồi đày đi xa.
Basiliscus trị vì được hơn hai mươi tháng thì mất ngôi. Ông được sử sách đánh giá là một vị tướng có chút tài năng cầm quân nhưng không có khả năng trị vì và kinh nghiệm quản lý kinh tế yếu kém khiến về sau đại bại mà chết thảm.